# エリアーヌ (小惑星)
エリアーヌ (1329 Eliane) は、小惑星帯に位置する小惑星。自転周期が長いのが特徴である。ウジェーヌ・デルポルトがユックルのベルギー王立天文台で発見した。
ベルギー王立天文台の教授を勤めていたポール・ブルジョワの娘に因んで名付けられた。